# Knockin' on Heaven's Door
"Knockin' on Heaven's Door " és una cançó del cantautor nord-americà Bob Dylan, escrita per a la banda sonora de la pel·lícula de 1973 Pat Garret i Billy el Nen. Estrenada com a senzill dos mesos després de l'estrena de la pel·lícula, es va convertir en un èxit mundial, arribant al Top 10 a diversos països. La cançó es va convertir en una de les composicions més populars i més versionades de Dylan després dels anys 60, generant versions, entre d'altres, d'Eric Clapton, Guns N' Roses, Randy Crawford. Descrita pel biògraf de Dylan Clinton Heylin com "un exercici d'esplèndida simplicitat", la cançó inclou dos versos curts, la lletra dels quals comenta directament l'escena de la pel·lícula per a la qual va ser escrita: la mort d'un home de llei fronterera (Slim Pickens) que es refereix a la seva dona (Katy Jurado) com "Mama".
Va ser classificada en el lloc número 190 el 2004 per la revista Rolling Stone, a les seves 500 millors cançons de tots els temps i el número 192 el 2010.

## Músics
- Bob Dylan: veu, guitarra[5]
- Roger McGuinn: guitarra[5]
- Jim Keltner: bateria[5]
- Terry Paul: baix[5]
- Carl Fortina: harmònium[5]
- Carol Hunter: cors[5]
- Donna Weiss: cors[5]
- Brenda Patterson: cors[5]

## Gràfics
| Gràfic (1973–2012)                           | Màxima posició |
| -------------------------------------------- | -------------- |
| Alemanya Federal (Llista oficials alemanyes) | 50             |
| Austràlia (Kent Music Report)                | 10             |
| Canadà Top Singles (RPM)                     | 12             |
| Canadà Adult Contemporary (RPM)              | 6              |
| França (SNEP)                                | 88             |
| Irlanda (IRMA)                               | 9              |
| Noruega (VG-lista)                           | 3              |
| UK Singles (OCC)                             | 14             |
| US Billboard Hot 100                         | 12             |
| US Billboard Adult Contemporary              | 5              |
| US Cash Box Top 100                          | 10             |

| Gràfic (1973)                   | Possició |
| ------------------------------- | -------- |
| Austràlia (Kent Music Report)   | 92       |
| Canadà Top Singles (RPM)        | 93       |
| US (Joel Whitburn's Pop Annual) | 104      |

## Altres versions de Bob Dylan
Segons el seu lloc web, Dylan ha interpretat la cançó en concert 460 vegades entre el seu debut en directe el 1974 i la seva última sortida el 2003. Algunes d'aquestes versions han aparegut als àlbums de Dylan en directe i Bootleg Series, com ara:
- Before the Flood
- Bob Dylan at Budokan
- Dylan &amp; the Dead
- The 30th Anniversary Concert Celebration
- MTV Unplugged
- Thirty-Nine Years of Great Concert Performances
- The Rolling Thunder Revue

## Versions d'Eric Clapton i Arthur Louis
El gener de 1975 Eric Clapton va tocar en l'enregistrament d' Arthur Louis de "Knockin' on Heaven's Door", que va ser arranjat en un estil reggae creuat. Després de les sessions d'enregistrament amb Louis, Clapton va gravar la seva pròpia versió de la cançó que va ser llançada com a senzill l'agost de 1975 dues setmanes després de la versió de Louis. La versió de Clapton va arribar al número 38 de les llistes del Regne Unit, però el senzill va tenir menys èxit als Estats Units, on no va arribar al Billboard Hot 100 (tot i que va arribar al número 109 al gràfic Looking Ahead de Cash Box). La caixa de 1996 de Clapton Crossroads 2: Live in the Seventies inclou una interpretació de la cançó gravada a Londres l'abril de 1977. També hi va haver actuacions de la cançó inclosa a les gires mundials Journeyman (1990) i One More Car, One More Rider (2003). Diversos àlbums recopilatoris de Clapton també inclouen la cançó.

## Versions de Guns N' Roses
El 1987, la banda nord-americana de rock dur Guns N' Roses va començar a interpretar la cançó. Es va publicar una versió en directe de la cançó al senzill de 12 polzades "Welcome to the Jungle" el mateix any. Van gravar i llançar una versió d'estudi l'any 1990 per a la banda sonora de la pel·lícula Dies de tro que va assolir el número 18 a la llista Billboard Album Rock Tracks dels EUA i el número 56 a la llista RPM Top Singles del Canadà.
Aquesta gravació d'estudi va ser lleugerament modificada per a l'àlbum de la banda de 1991 Use Your Illusion II, descartant les respostes del segon vers. Llançat com el segon senzill de l'àlbum, va assolir el número 2 a la llista de singles del Regne Unit i a la llista de singles de Nova Zelanda. El senzill va encapçalar les llistes de Portugal, Bèlgica i Holanda; sent la cançó més venuda del 1992 a aquest darrer país. A Irlanda, on la cançó també va arribar al número 1, es va convertir en el tercer (i fins ara l'últim) senzill número u de Guns N' Roses, així com el seu novè èxit consecutiu entre els cinc primers.
La seva interpretació de la cançó al concert d'homenatge a Freddie Mercury el 1992 es va utilitzar com a cara B per al llançament del senzill i també es va incloure al seu àlbum Live Era: '87–'93, publicat el 1999. Una altra versió es va publicar al vídeo Use Your Illusion World Tour - 1992 a Tokyo II. El vídeo musical d'aquesta versió de la cançó va ser dirigit per Andy Morahan.

### Personal
Guns N' Roses
- W. Axl Rose – veu principal
- Slash - guitarra solista
- Izzy Stradlin - guitarra rítmica
- Duff McKagan - baix
- Matt Sorum - bateria
- Dizzy Reed - piano

Músics convidats
- The Waters – cors de suport

### Gràfics
| Gràfic (1990)                  | Màxima posició |
| ------------------------------ | -------------- |
| Canadà Top Singles (RPM)       | 56             |
| US Mainstream Rock (Billboard) | 18             |

| Gràfic (1992)                         | Màxima posició |
| ------------------------------------- | -------------- |
| Austràlia (ARIA)                      | 12             |
| Àustria (Ö3 Austria Top 40)           | 3              |
| Bèlgica (Ultratop 50 Flandes)         | 1              |
| Europa (Eurochart Hot 100)            | 3              |
| Finlàndia (Suomen virallinen lista)   | 7              |
| França (SNEP)                         | 7              |
| Alemanya (Llistes oficials alemanyes) | 5              |
| Grècia (IFPI)                         | 9              |
| Irlanda (IRMA)                        | 1              |
| Itàlia (Musica e dischi)              | 9              |
| Païssos Baixos (Dutch Top 40)         | 1              |
| Païssos Baixos (Single Top 100)       | 1              |
| Nova Zelanda (Recorded Music NZ)      | 2              |
| Noruega (VG-lista)                    | 6              |
| Portugal (AFP)                        | 1              |
| Suècia (Sverigetopplistan)            | 10             |
| Suïssa (Swiss Hitparade)              | 5              |
| UK Singles (OCC)                      | 2              |

| Gràfic (1992)                     | Possició |
| --------------------------------- | -------- |
| Austràlia (ARIA)                  | 35       |
| Àustria (Ö3 Austria Top 40)       | 9        |
| Bèlgica (Ultratop)                | 5        |
| Europa (Eurochart Hot 100)        | 13       |
| Alemanya (Official German Charts) | 9        |
| Països Baixos (Dutch Top 40)      | 3        |
| Països Baixos (Single Top 100)    | 1        |
| Nova Zelanda (Recorded Music NZ)  | 20       |
| Suïssa (Schweizer Hitparade)      | 8        |
| UK Singles (OCC)                  | 34       |

| Gràfic (1990–1999)          | Possició |
| --------------------------- | -------- |
| Àustria (Ö3 Austria Top 40) | 26       |

## Homenatge a Dunblane
El 1996 i amb el consentiment de Dylan, el músic escocès Ted Christopher va escriure un nou vers per "Knockin' on Heaven's Door" en memòria dels escolars i professors assassinats a la massacre de l'escola de Dunblane. Aquesta ha estat, segons algunes fonts, una de les poques vegades que Dylan ha autoritzat oficialment algú a afegir o canviar la lletra d'alguna de les seves cançons.
Aquesta versió de la cançó, amb nens del poble cantant el cor amb el guitarrista i productor de l'àlbum de Dylan Infidels (1983), Mark Knopfler, es va publicar el 9 de desembre de 1996 al Regne Unit i va arribar al número 1 al Regne Unit i Escòcia, així com el número 6 a Islàndia i Irlanda. La recaptació es va destinar a organitzacions benèfiques per a nens. La cançó va aparèixer a l'àlbum recopilatori Hits 97, on tots els drets d'autor de la cançó es van donar a tres organitzacions benèfiques.

### Gràfics

#### Gràfics setmanals
| Gràfic (1996–1997)                  | Màxima posició |
| ----------------------------------- | -------------- |
| Escòcia (OCC)                       | 1              |
| Irlanda (IRMA)                      | 6              |
| Islàndia (Íslenski Listinn Topp 40) | 6              |
| UK Singles (OCC)                    | 1              |

#### Gràfics de final d'any
| Gràfic (1996)                 | Posició |
| ----------------------------- | ------- |
| Senzills del Regne Unit (OCC) | 31      |

| Gràfic (1997)                       | Posició |
| ----------------------------------- | ------- |
| Islàndia (Íslenski Listenn Topp 40) | 97      |

## Altres versions destacades
"Knockin' on Heaven's Door" ha estat versionada per més de 150 artistes. A més de les versions ja esmentades anteriorment, altres versions destacades inclouen les de Neil Young, Lana Del Rey, Nick Cave, Patti Smith, Paul Simon, Bono, Antony and the Johnsons, Warren Zevon, Cat Power, Roger Waters, Tanya Donelly, Jerry Garcia, Avril Lavigne, Wyclef Jean, Television, Nina Hagen, Mudcrutch i Low.

## Inclusions en bandes sonores
| Pel·lícula/ espectacle de TV                                        | Any  | Intèrpret                                    |
| ------------------------------------------------------------------- | ---- | -------------------------------------------- |
| Pat Garrett i Billy el Nen                                          | 1973 | Bob Dylan                                    |
| Renaldo &amp; Clara                                                 | 1978 | Bob Dylan & Roger McGuinn                    |
| Arma letal 2                                                        | 1989 | Randy Crawford, Eric Clapton & David Sanborn |
| Dies de tro                                                         | 1990 | Guns N' Roses                                |
| Shake Rattle &amp; Roll 2 (segment "Aswang")                        | 1990 | Guns N' Roses                                |
| Fins al límit                                                       | 1991 | Bob Dylan                                    |
| <i id="mwAcM">Cold Water</i>                                        | 1994 | Bob Dylan                                    |
| Total Balalaika Show                                                | 1994 | Leningrad Cowboys i Alexandrov Ensemble      |
| Lawn Dogs                                                           | 1997 | Bob Dylan                                    |
| The Dybbuk of the Holy Apple Field                                  | 1997 | Roger Waters                                 |
| Knockin' on Heaven's Door                                           | 1997 | Selig                                        |
| El planeta del tresor                                               | 2002 | Bob Dylan                                    |
| Windstruck                                                          | 2004 | Youme                                        |
| Be Cool                                                             | 2005 | Bob Dylan                                    |
| Las Vegas (episode 45, "Letters, Lawyers and Loose Women")          | 2005 | Bob Dylan                                    |
| Six Feet Under (episode 61, "All Alone")                            | 2005 | Bob Dylan                                    |
| ER (episode 260, "Darfur")                                          | 2006 | Jerry Garcia                                 |
| Salvador (Puig Antich)                                              | 2006 | Bob Dylan                                    |
| I'm Not There                                                       | 2007 | Antony & the Johnsons                        |
| Supernatural (episode 35, "Houses of the Holy")                     | 2007 | Bob Dylan                                    |
| Cold Case (episode 84, "Blood on the Tracks")                       | 2007 | Bob Dylan                                    |
| Big Love (episode 2-08, "Kingdom Come")                             | 2007 | Bob Dylan                                    |
| My Name is Earl                                                     | 2008 | Bob Dylan                                    |
| Come Dio Comanda                                                    | 2008 | Antony & the Johnsons                        |
| Heaven's Door                                                       | 2009 | Angela Aki                                   |
| Supernatural (episode 98, "Dark Side of the Moon")                  | 2010 | Bob Dylan                                    |
| Lifted                                                              | 2011 | Uriah Shelton                                |
| <i id="mwAlA">Blue Bloods</i> (Season 4, Episode 7, "Drawing Dead") | 2013 | Rick Devin                                   |
| The 100 (Season 2, ep. 16, "Blood Must Have Blood: Part 2")         | 2015 | RAIGN                                        |
| Sense8 (season 1, ep. 9, "Death Doesn't Let You Say Goodbye")       | 2015 | Antony & the Johnsons                        |
| Containment, episode 5, "Like a Sheep Among Wolves"                 | 2016 | RAIGN                                        |
| NCIS: Los Angeles (S8E15, "Old Tricks")                             | 2017 | The Jenerators                               |
| The Vampire Diaries S8E14 ‘It’s Been A Hell Of A Ride’              | 2017 | Chris Wood                                   |
| Misty                                                               | 2018 | KLANG                                        |